# ASダカール・サクレ＝クール
アソシアション・スポルティヴ・ダカール・サクレ＝クール（フランス語: Association Sportive Dakar Sacré-Cœur）は、セネガル・ダカールを本拠地とするサッカークラブ。

## 概要
2005年に設立され、2010年10月にプロ化した。
フランスのオリンピック・リヨンとの提携を結んでいる。
クラブカラーは青と白。